# ジョイフルポップ
『ジョイフルポップ』は、NHK-FMで1987年4月6日から1990年3月30日まで放送されていた日本の音楽番組。放送時間は毎週月曜日から金曜日の21:15 - 21:55。

## 概要
音楽番組を標榜していたが、番組内容はかなりトーク色が強い。
番組の好評を受けてNHKでは時間帯を拡充し、1990年4月より後継番組として『ミュージックスクエア』を開始することになる。一部のパーソナリティは『ミュージックスクエア』でも続投した。

## パーソナリティ
- 月曜日
  - 根本要・キャティ（1987年4月 - 1988年3月）
  - サエキけんぞう・Candee（1988年4月 - 1990年3月）
- 火曜日
  - 中川勝彦・桑田靖子（1987年4月 - 1989年3月）
  - 岡村靖幸（1989年4月 - 1990年3月）
- 水曜日
  - 太川陽介・榊原郁恵（1987年4月 - 1989年3月）
  - 太川陽介・松本典子（1989年4月 - 1990年3月）
- 木曜日
  - マッハ文朱・林家しん平（1987年4月 - 1988年3月）
  - 吉村明宏・松居直美（1988年4月 - 1990年3月）
- 金曜日
  - ヒロ寺平・グレース（1987年4月 - 1989年3月）
  - 中島みゆき（1989年4月 - 1990年3月）※『ミュージックスクエア』へ続投。